# 鹿児島東郵便局
鹿児島東郵便局（かごしまひがしゆうびんきょく）は、鹿児島県鹿児島市山下町にある郵便局である。民営化前の分類では集配普通郵便局であった。

## 概要
住所：〒892-8799 鹿児島県鹿児島市山下町3-3

### 併設施設
- ゆうちょ銀行鹿児島店（熊本支店鹿児島出張所）：取扱店番号783920

## 分室
分室はない。かつて存在した分室は以下のとおり。
- 県庁内分室 (78392A) - 鹿児島県庁の移転に伴い、1996年（平成8年）に廃止。新県庁舎内には鹿児島県庁内郵便局が設置された[1]。

## 沿革
- 1951年（昭和26年）3月16日 - 鹿児島郵便局（現・鹿児島中央郵便局）が武町に移転と同時に、鹿児島東郵便局として、鹿児島市山下町に開局。鹿児島郵便局より県庁内分室を移管[2]。
- 1956年（昭和31年）12月1日 - 当局において電話通話事務の取扱を、ならびに県庁内分室において電話通話および和文電報受付事務の取扱を開始。
- 1969年（昭和44年）3月1日 - 和文電報受付を開始。
- 1971年（昭和46年）3月 - 局舎新築落成。
- 1993年（平成5年）7月1日 - 外国通貨の両替および旅行小切手の売買に関する業務取扱を開始。
- 1996年（平成8年）11月16日 - 県庁内分室を廃止。
- 2007年（平成19年）10月1日 - 民営化に伴い、併設された郵便事業鹿児島東支店、ゆうちょ銀行鹿児島店に一部業務を移管。
- 2012年（平成24年）10月1日 - 日本郵便株式会社発足に伴い、郵便事業鹿児島東支店を鹿児島東郵便局に統合。

## 取扱内容

### 鹿児島東郵便局
- 郵便、印紙、ゆうパック、内容証明
- 生命保険、バイク自賠責保険、自動車保険、がん保険、引受条件緩和型医療保険
- 地方公共団体事務（鹿児島市電車バス回数券、かごしま共通乗車カード「RapiCa」の販売）
- 「892-08xx」区域（鹿児島市の一部）の集配業務
- ゆうゆう窓口

### ゆうちょ銀行鹿児島店
- 貯金、貸付、為替、振替、振込、国際送金、外貨両替、国債、投資信託、変額年金保険
- ATM

## 周辺
- 鹿児島県文化センター（宝山ホール）
- 山形屋鹿児島本店
- 南日本銀行本店
- 鹿児島銀行本店
- 鹿児島市役所
- 西郷銅像
- 照国神社
- 国道3号、国道10号、国道225号

## アクセス
- 鹿児島市電 朝日通電停より徒歩約4分
- 鹿児島市営バス 金生町停留所・市役所前停留所、カゴシマシティービュー（周遊バス） 西郷銅像前停留所下車
- 九州自動車道 鹿児島北ICから南東へ約5km
- 国道58号沿い
- 駐車場あり：18台